# Gare d'Okaba
La gare d'Okaba (岡場駅, Okaba-eki) est une gare ferroviaire située dans la ville de Kobe, dans la préfecture de Hyōgo au Japon. La gare est exploitée par la Kobe Electric Railway sur la ligne Sanda .

## Disposition des quais
La gare d'Okaba est une gare disposant de deux quais et de quatre voies.

| N° de voie | Ligne   | Direction              |
| ---------- | ------- | ---------------------- |
| 1・2       | ▆ Sanda | Sanda                  |
| 3・4       | ▆ Sanda | Shinkaichi/Arima-Onsen |

## Gares/Stations adjacentes
| Kobe Electric Railway |                       |                              |                       |                      |
| Direction Sanda       | ligne Shintetsu Sanda | ligne Shintetsu Sanda        | ligne Shintetsu Sanda | Direction Arimaguchi |
| Taoji KB23            |                       | Spécial Rapid Service 特快速 |                       | Tanigami KB10        |
| Taoji KB23            |                       | Semi-Express 急行            |                       | Gosha KB21           |
| Taoji KB23            |                       | Express 急行                 |                       | Gosha KB21           |
| Taoji KB23            |                       | Local 普通                   |                       | Gosha KB21           |